# Ева Шикульська
Ева Шикульська (пол. Ewa Szykulska; нар. 11 вересня, 1949, Варшава, Польща) — польська акторка кіно та театру.

## Біографія
Народилася 11 вересня 1949 року у Варшаві. Дебютувала в кіно у 1966 році, у віці 17 років. У 1971 році закінчила Державну вищу театральну школу у Варшаві, у 1973 році дебютувала в театрі. Працювала в театрах у Варшаві, Вроцлаві та в Познані, грала в багатьох фільмах.

## Фільмографія
- 1966 —  Тандем /  Tandem  —  5 маленьких ролей
- 1967 —  Батько /  Ojciec  —  подруга Зенобія
- 1968 —  Хрестини /  Keresztelö  (Угорщина) —  дружина Менихерта
- 1968 —  Гра /  Gra  —  єва, дівчина в майстерні
- 1969 — Людина з ордером на квартиру /  Człowiek z M-3  —  Марта
- 1969 — У будь-яку погоду /  W każdą pogodę  —  Єва, подруга Стефана
- 1969 — Як добути гроші, жінку і славу /  Jak zdobyć pieniądze, kobietę i sławę  —  Марьоля
- 1970 — Сигнали — Пригоди в космосі /  Signale — Ein Weltraumabenteuer  /  Sygnały MMXX  ( НДР / Польща) —  Розі
- 1970 — Гідрозагадка /  Hydrozagadka  —  Йоля
- 1970 —  Бійка /  Draka  —  Йоля
- 1971 — П'ять з половиною блідого Юзека /  5 i 1/2 bladego Józka  —  дівчина в машині
- 1971 — Пан Самоходик і тамплієри /  Samochodzik i templariusze  (телесеріал) —  Карен Петерсен
- 1971 — Кудесник за кермом /  Motodrama  —  Евка
- 1971 — Всі поспіхом /  Gonitwa  —  клієнтка кравчині
- 1972 — Скорпіон, діва і стрілець /  Skorpion, Panna i Łucznik  —  дівчина у «Майстра»
- 1972 —  Фортуна /  Fortuna  —  Ада
- 1972 — Дівчата на видання /  Dziewczyny do wzięcia  —  Дівчина, що працює на пошті
- 1973 —  Собака /  Pies  —  Мазуркова
- 1973 —  Яношик /  Janosik  (телесеріал) —  наречена
- 1974 —  Веретінниці /  Padalce  —  Янка
- 1974 —  Потоп /  Potop  —  Зоня Гаштовтувна-Пацулянка
- 1974 — Сповнені голови зірок /  Głowy pełne gwiazd  —  Міккі Маус
- 1974 — Скільки того життя /  Ile jest życia  (телесеріал) —  Іва
- 1975 — Зірка привабливого щастя (СРСР) —  Поліна Гьобль-Анненкова, в шлюбі Парасковія Єгорівна
- 1977 — Освідчення в коханні (СРСР) —  Зіночка
- 1978 — Сім'я Поланецьких /  Rodzina Połanieckich  (телесеріал) —  Анета Основська
- 1980 — Дон Жуан, вулиця Карла Лібкнехта, 78 /  Don Juan, Karl-Liebknecht-Straße 78  ( НДР) — Віра Кроненталь
- 1980 — Двадцять шість днів із життя Достоєвського (СРСР) —  Аполлінарія Суслова
- 1980 — Кар'єра Никодима Дизми /  Kariera Nikodema Dyzmy  (телесеріал) — графиня Ляля Конецьпольська
- 1981 — Ян Серце /  Jan Serce  (телесеріал) —  Данута Ульяш
- 1981 —  Ва-банк /  Vabank  —  Марта Рихліньська, вдова
- 1983 — Будинок святого Казимира /  Dom św. Kazimierza  —  Марія Тереса Садовська
- 1984 — Ва-банк 2 /  Vabank II czyli riposta  —  Марта, дружина Квінто
- 1984 — Хто ця людина? /  Kim jest ten człowiek?  —  Марія Гоцлавська
- 1984 — Сексмісія /  Seksmisja  —  інструктор в спеціальній секції
- 1986 —  Запрошення /  Zaproszenie  —  Наталія
- 1988 — Кольори любові /  Kolory kochania  —  Амелія
- 1997 — Сімейні хроніки /  Kroniki domowe  —  Плішка
- 1999 —  Що сказав небіжчик (Росія, телесеріал) —  Аліса, подруга Іоанни
- 2002 — Азазель (Росія, телесеріал) —  Фрейлен Пфуль
- 2003 — Доторкнися до мене /  Dotknij mnie  —  Єва
- 2003 —  Казус Беллі
- 2004 — Брейк-Пойнт
- 2007 — Диверсант. Кінець війни (Росія, телесеріал) —  Фрау Фогель
- 2010 — Мати Тереза від кішок /  Matka Teresa od kotów  —  Христина, подруга Терези
- 2010 — Якби у риб був голос /  Gdyby ryby miały głos  —  Ванда, мати Войтка
- 2011 — Віскі з молоком
- 2011 — З любові /  Z miłości  —  Марта
- 2011 — Подивися на мене /  Popatrz na mnie  —  мати Наталії
- 2014 — Вовче сонце (Білорусь, Україна) (серіал) —  Магдалена Тишкевич
- 2015 — У далекому сорок п'ятому... Зустрічі на Ельбі (Росія, серіал)

## Визнання
- 1985 — Нагорода Міністра культури і мистецтва Польщі
- 1985 — Срібний Хрест Заслуги